# Rajhrad
Rajhrad (v místním nářečí Réhrad, německy Groß Raigern) je město v okrese Brno-venkov v Jihomoravském kraji. Leží v Dyjsko-svrateckém úvalu na pravém břehu řeky Svratky, asi dvanáct kilometrů jižně od centra Brna. Žije zde přibližně 4 100 obyvatel.
Jedná se o vinařskou obec ve Znojemské vinařské podoblasti (viniční trať Hájiska).

## Historie

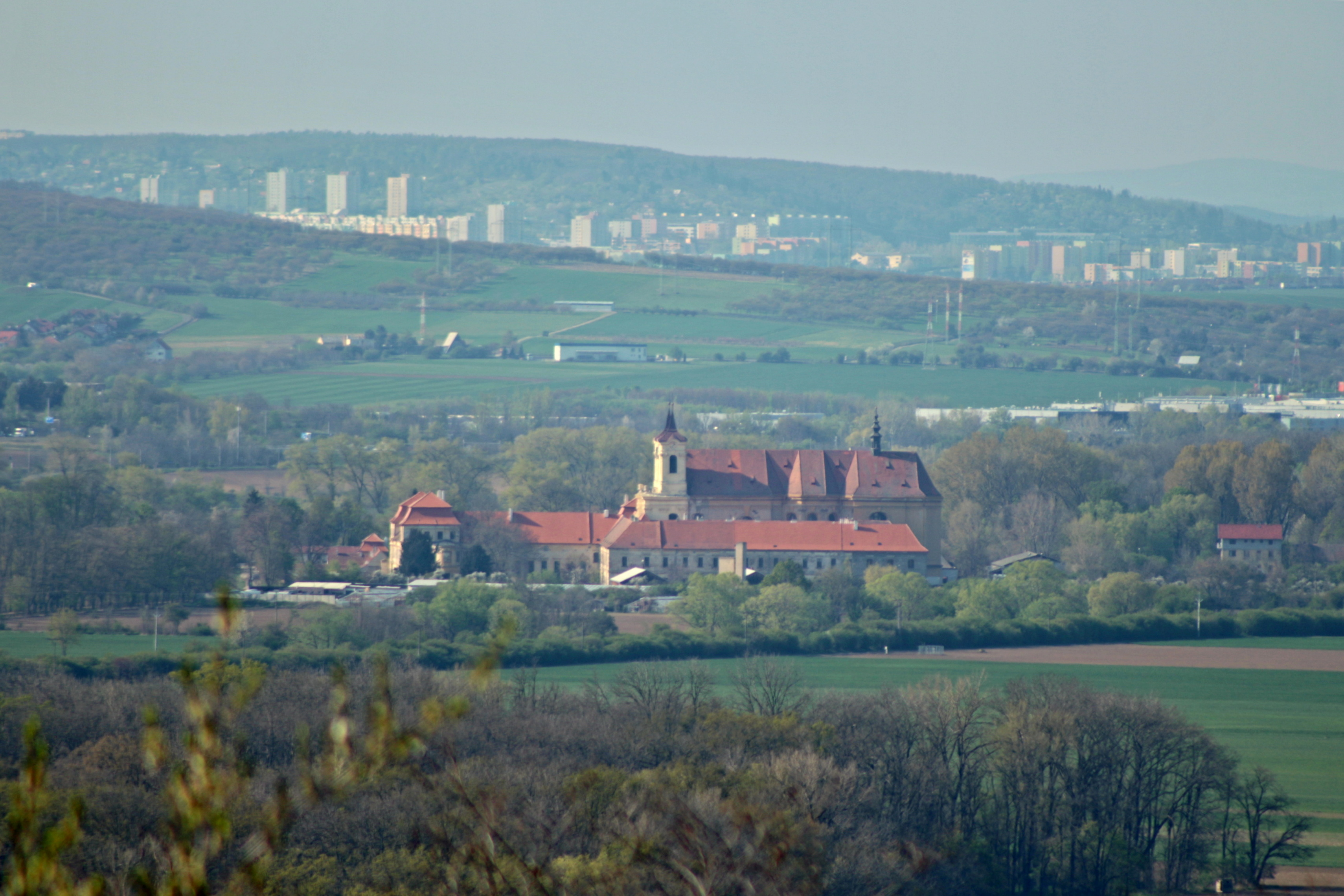
Pohled na rajhradský klášter z vrchu Nové hory u Blučiny

Na místě dnešního klášterního areálu dříve existovalo rozsáhlé opevněné velkomoravské hradisko stejného jména (založeno okolo roku 850, zaniklo nejpozději o 100 let později). V roce 1045 (podle tradice) zde vznikl benediktinský klášter. První zmínka o Rajhradě je z roku 1169 (ecclesie Raygradensi). Dne 2. listopadu 1234 získal Rajhrad trhové právo a stal se tak městečkem. Na město byl povýšen 27. října 2000.
Ve 13. století vznikla jihovýchodně od Rajhradu mezi původním tokem Svratky a Vojkovického náhonu dědina Čeladice, která byla v roce 1830 zničena povodní. Obyvatelé si postavili novou obec jižně od Rajhradu, a ta se později stala jeho součástí.
Ve městě existuje fungující mužský klášter tvořící centrum benediktinského opatství Rajhrad a ženský klášter sester Těšitelek, při kterém funguje Dům léčby bolesti sv. Josefa (hospic). V komplexu budov benediktinského kláštera sídlí Státní okresní archiv Brno-venkov a Památník písemnictví na Moravě, který patří pod Muzeum Brněnska.

## Obyvatelstvo
| Rok            | 1869  | 1880  | 1890  | 1900  | 1910  | 1921  | 1930  | 1950  | 1961  | 1970  | 1980  | 1991  | 2001  | 2011  | 2021  |
| -------------- | ----- | ----- | ----- | ----- | ----- | ----- | ----- | ----- | ----- | ----- | ----- | ----- | ----- | ----- | ----- |
| Počet obyvatel | 1 496 | 1 651 | 1 522 | 1 629 | 1 874 | 1 987 | 2 400 | 2 376 | 2 597 | 2 716 | 3 058 | 2 763 | 2 713 | 3 277 | 4 181 |
| Počet domů     | 149   | 162   | 190   | 215   | 248   | 271   | 435   | 495   | 537   | 576   | 635   | 669   | 675   | 773   | 921   |

Vývoj počtu obyvatel

## Městská správa

### Městské symboly
Znak města je historický, vlajka byla městu udělena rozhodnutím předsedy Poslanecké sněmovny Parlamentu České republiky dne 22. ledna 2001.

## Školy
V Rajhradě funguje Mateřská škola Rajhrad, která sídlí na Husově ulici, a Základní škola T.G. Masaryka Rajhrad, která má sídlo v budově v Havlíčkově ulici, kde jsou umístěny třídy 4.–9. ročníku. Třídy 1.–3. ročníku využívají budovu v Masarykově ulici u kostela Povýšení svatého Kříže, severně od centra města. Ve městě dále sídlí Střední zahradnická škola Rajhrad, která sídlí v budově bývalého zemského sirotčince na jižním okraji města na Masarykově ulici.

## Zájmové a sportovní organizace
Velké fotbalové hřiště zvané místními Rafka (podle klubu R.A.F.K. Rajhradský Atleticko-Fotbalový Klub). Součástí RAFK jsou i tenisové kurty. Na hlavní Masarykově ulici stojí sokolovna, kde místní Sokol vede několik oddílů. Jedná se o věrnou gardu, kterou tvoří nejstarší ženy, dále tennisový oddíl, oddíl volejbalu, šachový oddíl a další. V Rajhradě působí také Moravská šermířská skupina Asmodeus, která zde koná každoročně Šermířskou show. Skupina je součástí historicky podloženého Altblau regimentu. V roce 2013 byl obnoven Hasičský sbor Rajhrad, kde rozvíjejí fyzické schopnosti dětí a znalosti z oblasti požární ochrany. Mezi činnost členů HS patří také technická pomoc občanům. V Rajhradě působí i mnoho menších oddílů, a to rybářský oddíl, hokejové kluby, skautky, rozvíjí se i vodácký oddíl.

## Pamětihodnosti
- Benediktinský klášter s Památníkem písemnictví na Moravě
- Kostel Povýšení svatého Kříže z let 1765–1766
- Pitrův most – kamenný most z roku 1760 na východním okraji města

## Osobnosti
- Štěpán Adler (1896–1942), voják, zpravodajský důstojník a odbojář
- Beda Dudík (1815–1890), historik, benediktinský mnich
- Maurus Haberhauer (1746–1799), skladatel, hudební pedagog, benediktinský mnich
- Karel Horálek (1908–1992), lingvista, slavista, literární historik, vysokoškolský pedagog, člen korespondent ČSAV
- František Jedlička (1920–1984), teolog a vysokoškolský pedagog
- Metoděj Antonín Jedlička (1918–1981), katolický kněz
- Alois Kotyza (1869–1947), opat rajhradského kláštera
- Jan Lang (1919–2007), katolický kněz, jezuita
- Josef Bonaventura Piter (1708–1764), historik, benediktinský mnich
- Matouš Ferdinand Sobek z Bílenberka (1618–1675), pražský arcibiskup
- Gregor Wolný (1793–1871), historik, spisovatel a benediktinský mnich
- Josef Zelený (1824–1886), malíř
- Vojtěch Žampach (1929–2019), historik

## Galerie

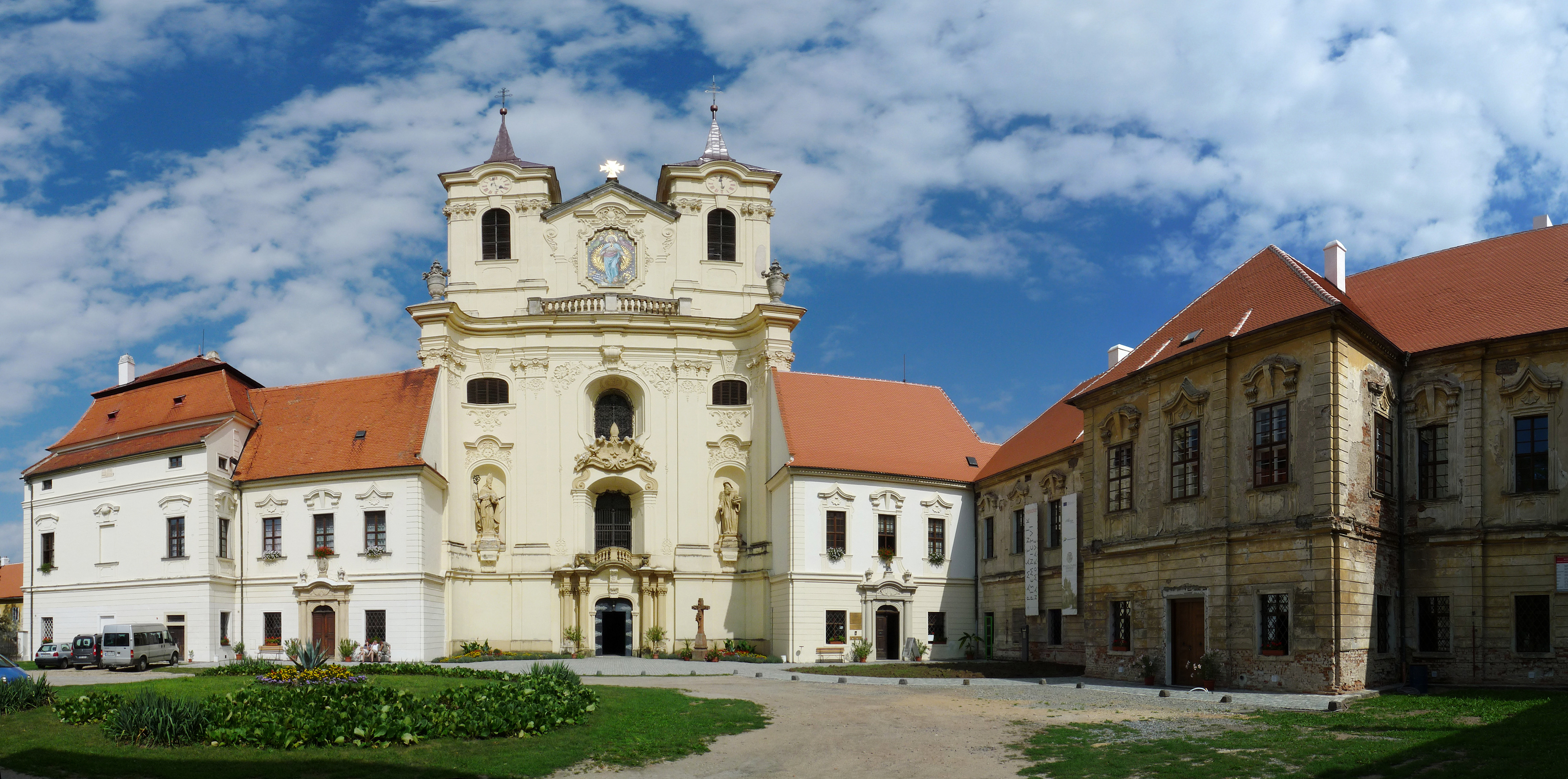
Benediktinský klášter
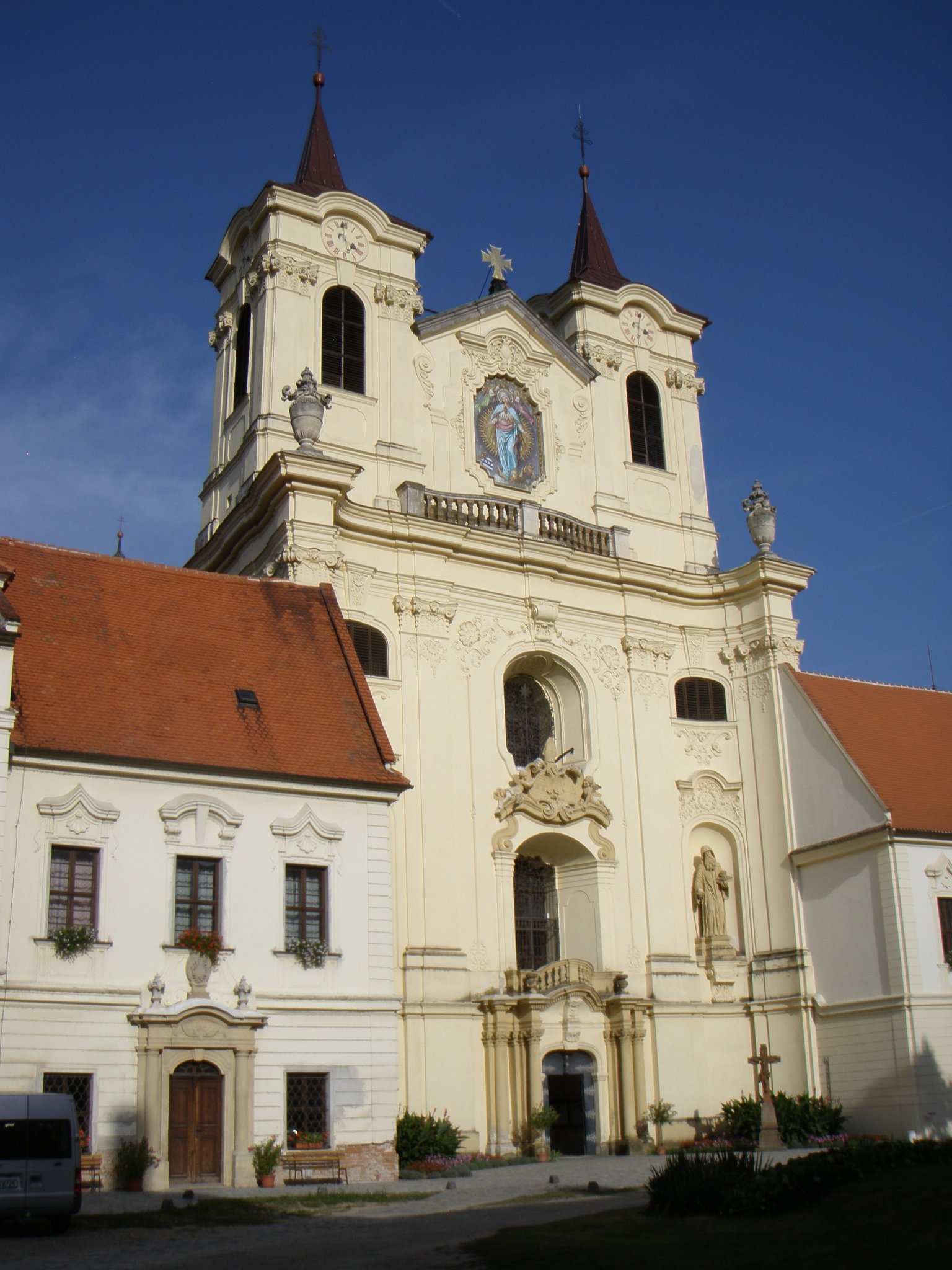
Klášterní kostel
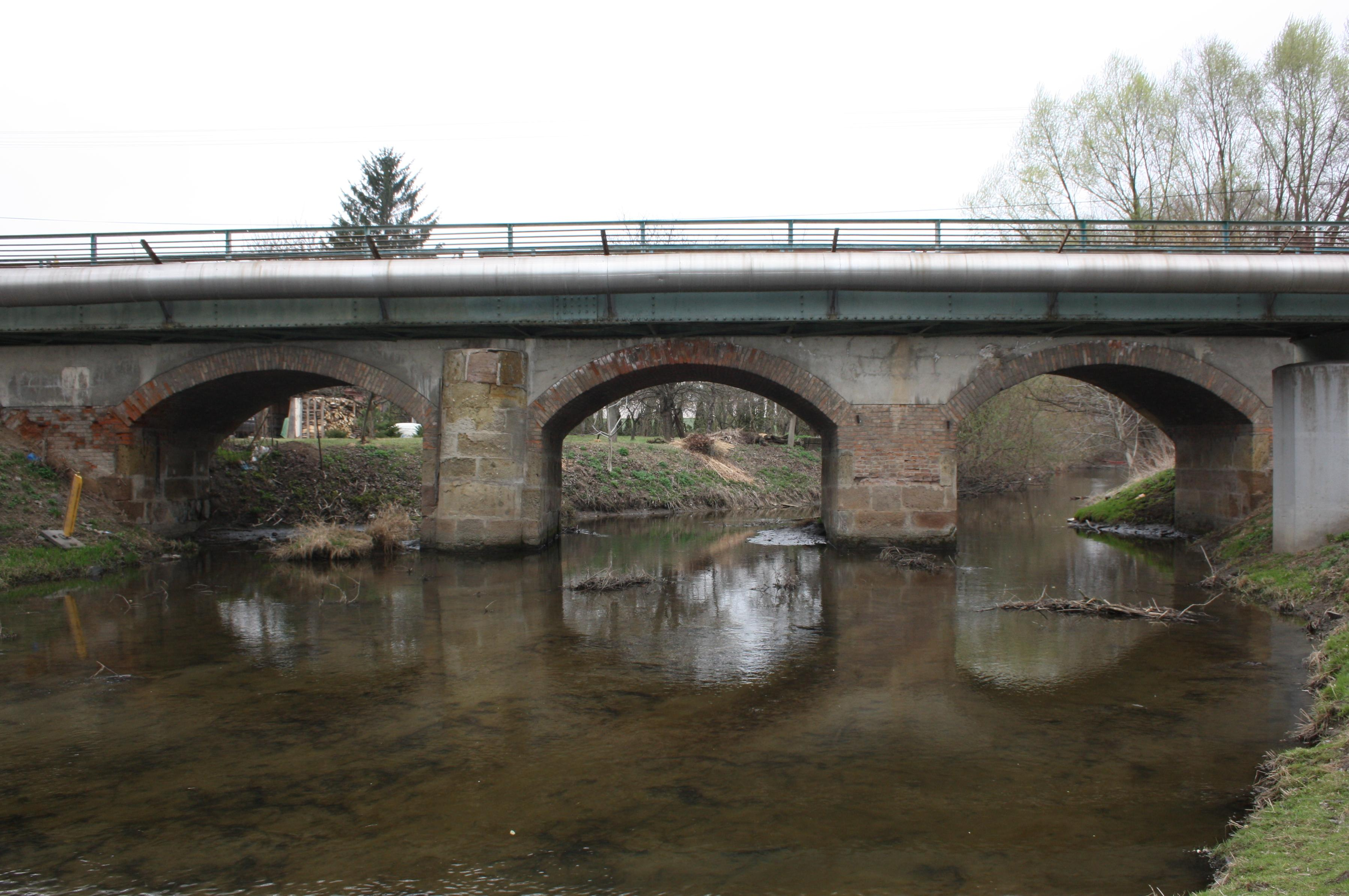
Pitrův most z roku 1760 na východním okraji města
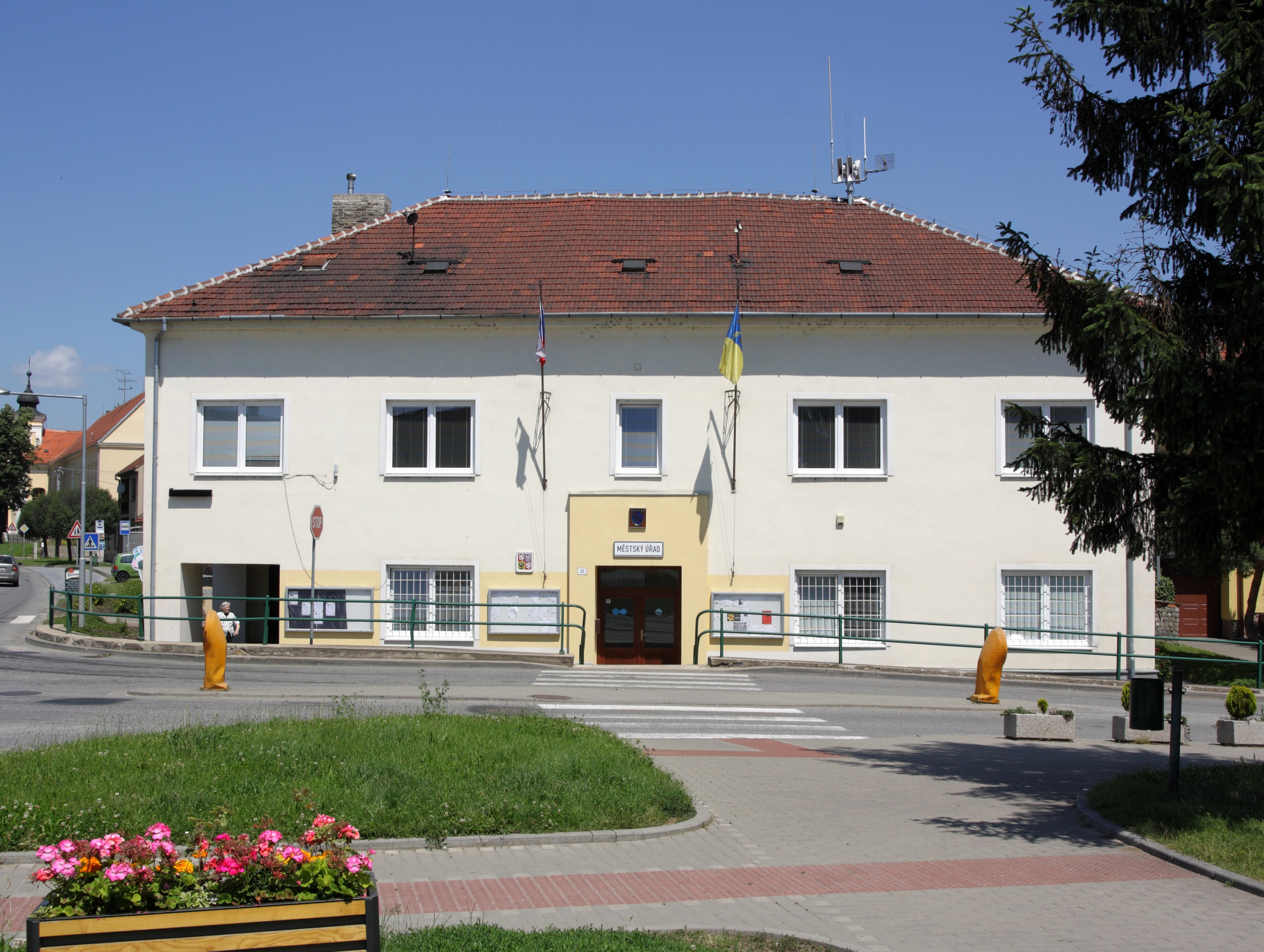
Městský úřad
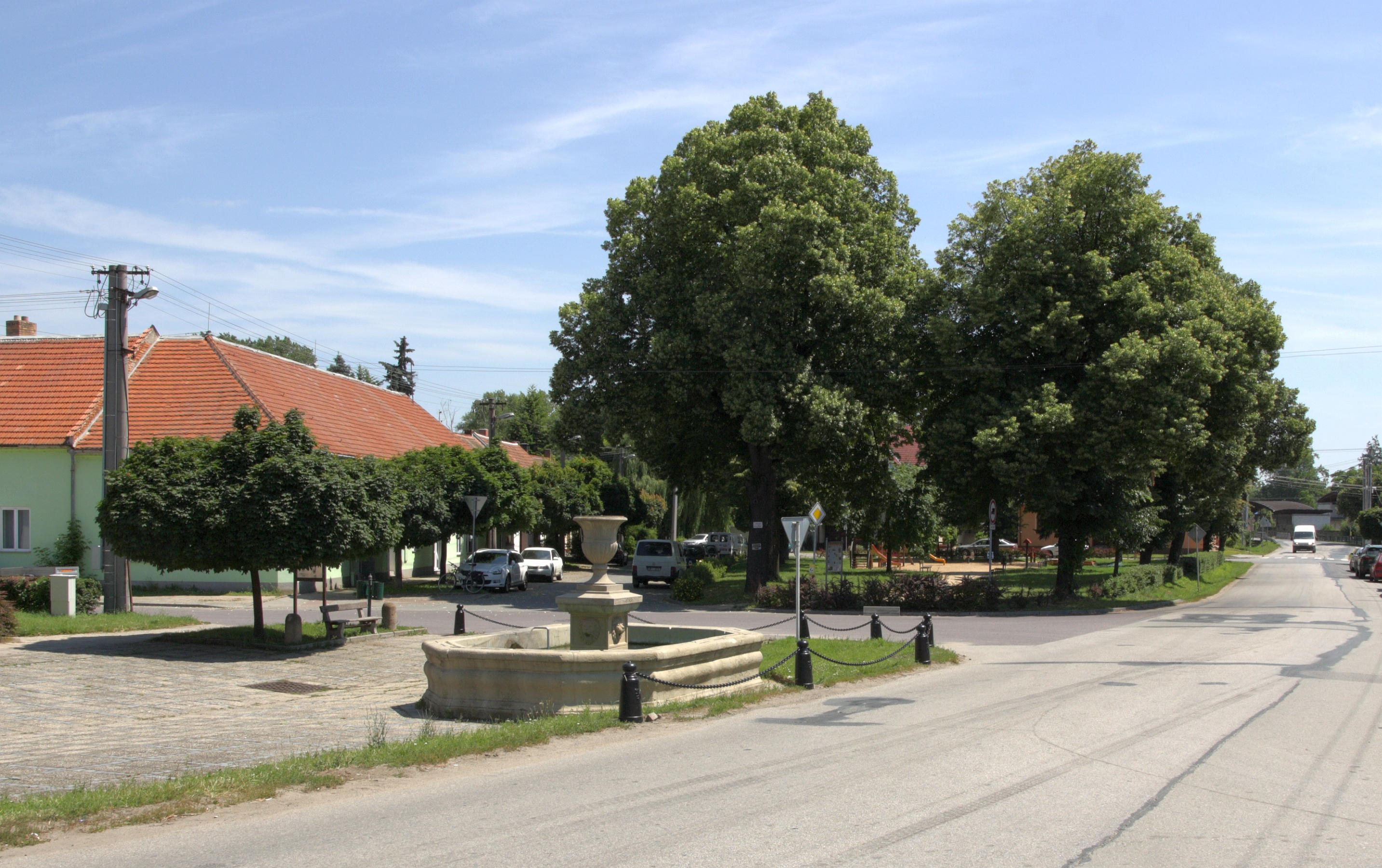
Náměstí v Rajhradě
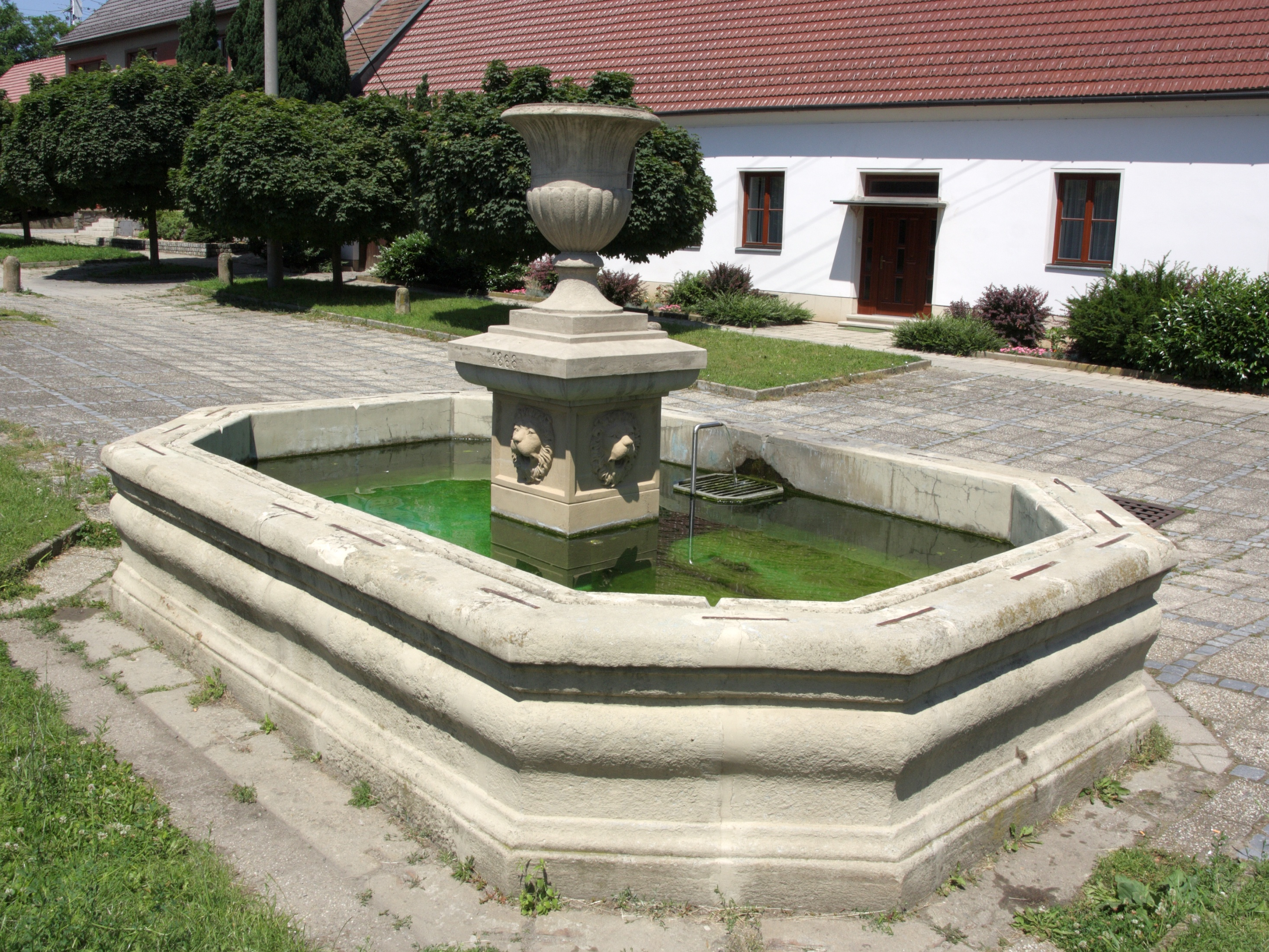
Kašna z roku 1868 na náměstí
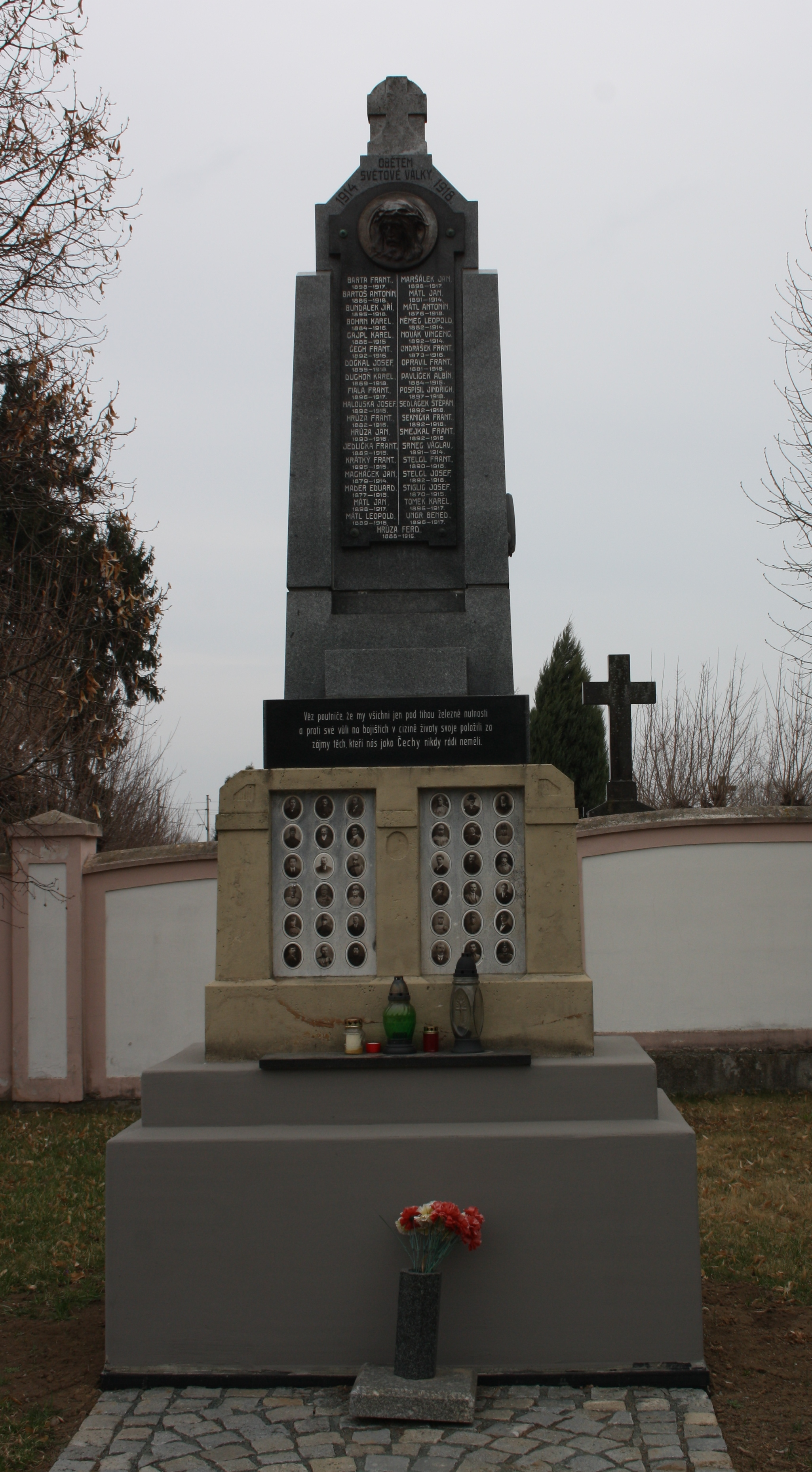
Pomník padlým v první světové válce